# Guaymango
Guaymango è un comune del dipartimento di Ahuachapán, in El Salvador.